# Église baptiste Salem de Chicago
L'Église baptiste Salem de Chicago (anglais : Salem Baptist Church of Chicago) est une megachurch chrétienne évangélique baptiste située à Chicago, Illinois, aux États-Unis. Son pasteur principal est Charlie Dates.

## Histoire
En 1985, James Meeks, pasteur de Beth Eden Baptist Church à Chicago, partage la vision de la fondation d’une nouvelle église dans un sermon,.  Après une réunion avec 205 membres cette même journée, l’église est fondée . 
En 2004, elle comptait 17 000 membres.
En 2005, elle a fait la dédicace d’un nouveau bâtiment comprenant un auditorium de 10 000 places, House of Hope,.
En janvier 2023, Charlie Dates est devenu le pasteur principal .